# Профетстаун (Илиноис)
Профетстаун (енгл. Prophetstown) град је у америчкој савезној држави Илиноис. По попису становништва из 2010. у њему је живело 2.080 становника.

## Демографија
Према попису становништва из 2010. у граду је живело 2.080 становника, што је 57 (2,8%) становника више него 2000. године.
| Група             | 2000.         | 2010.         |
| Белци             | 1.963 (97,0%) | 1.995 (95,9%) |
| Афроамериканци    | 18 (0,9%)     | 14 (0,7%)     |
| Азијати           | 2 (0,1%)      | 8 (0,4%)      |
| Хиспаноамериканци | 23 (1,1%)     | 48 (2,3%)     |
| Укупно            | 2.023         | 2.080         |